# Levenslang met dwang?
Levenslang met dwang? is een Nederlands televisieprogramma dat oorspronkelijk van 2014 tot en met 2018 werd uitgezonden door RTL Nederland op RTL 5, sinds 2021 wordt het programma uitgezonden door KRO-NCRV op NPO 3.
De presentatie van de eerste twee seizoenen was in handen van Jan Kooijman. Kooijman werd in het derde seizoen als presentator vervangen door Dennis Weening. Nadat het programma na drie jaar zijn terugkeer maakte op de Nederlandse televisie voor een vierde seizoen; maakte de eerste presentator van het programma, Jan Kooijman, zijn terugkeer. Naast de presentator reist met de deelnemers ook een vast team van vier therapeuten mee om de kandidaten bij te staan. De therapeuten werken onder andere met exposuretherapie waarin de deelnemers onder begeleiding situaties aangaan die hun dwang zal oproepen. 
In elk seizoen staan zeven mensen met verschillende dwangstoornissen (OCD) centraal. De kijker kon in de serie zien hoe deze kandidaten hun therapie kregen om daarmee hun dwangstoornis te helpen leefbaarder te maken. De therapie vond plaats in Thailand, de start was op een luxe resort in Pattaya en ging via Ayutthaya om te eindigen in de jungle in het noorden van Thailand (omgeving Chiang Mai). Tijdens het vierde seizoen in 2021 reist de groep met een bus naar verschillende locaties binnen Nederland omdat vanwege de coronapandemie reizen naar het buitenland wordt afgeraden.

## Afleveringen en kenmerken
In elke aflevering wordt een kandidaat belicht met aspecten van diens dwang. Hieronder enkele karakteristieken.

### Seizoen 1 (2014)
- diverse dwangmatigheden, waaronder een met ingrediënten bij het bereiden van gerechten
- dwang op het gebied van uiterlijk en kleding
- smetvrees
- dwangmatigheden op het gebied van tellen, tikken en symmetrie
- angst voor het getal 6 en de drang om alles netjes recht te leggen
- smetvrees
- seksuele en agressieve dwanggedachten

### Seizoen 2 (2015)
- handelingen dwangmatig opnieuw doen bij het zien van de kleur geel of het horen van dat woord
- controledwang
- smetvrees en dwanggedachten
- dwangmatigheden op het gebied van tellen
- diverse dwangmatigheden
- dwangmatigheden op het gebied van tellen
- dwangmatige routines
- dwangmatigheden op het gebied van tellen en tikken

### Seizoen 3 (2018)
- kandidaat moet bij alles wat hij doet zes positieve gedachtes hebben (dwanggedachtes)
- smetvrees en dwangmatigheden met getallen
- getal-, loop- en reinigingsdwang
- extreme smetvrees en schoonmaakdwang
- aanraakdwang en smetvrees
- veiligheidsdwang en lichamelijke hygiënedwang
- tel- en perfectiedwang
- besmetdwang en veiligheidsdwang

### Seizoen 4 (2021)
- teldwang, symmetriedwang, dwanghandelingen
- controle- en perfectiedwang
- schoonmaakdwang en het vermijden van alles rondom de dood
- agressieve dwanggedachtes
- controledwang en magisch denken
- teldwang, aanraakdwang, poetsdwang
- tel- en controledwang

## Trivia
- Michael is een jaar na de opnamen overleden aan de gevolgen van een ernstige ziekte; in het programma had Michael dwanggedachten door zijn smetvrees omdat hij bang was om ziektes op te lopen.[7]
- Het programma had bij de eerste uitzending bijna 900.000 kijkers, een absoluut record voor RTL 5 op de maandagavond-programmering.